# 利比亚内战中的死伤情况
本文列举2011年利比亚内战中的具体死伤情况。
2011年9月8日，过渡委员会的卫生部长Naji Barakat估计说：到目前整个过程中共有3万人死亡；至少5万人受伤，其中2万人受重伤。这个数字没有得到独立机构的核实。

## 各方公布的死亡数字
| 组织             | 死亡人数      | 统计日期          |
| ---------------- | ------------- | ----------------- |
| 世界卫生组织     | 2,000 死亡    | 2月15日 – 3月2日  |
| 国际人权联合会   | 3,000 死亡    | 2月15日 – 3月5日  |
| 利比亚人权联盟   | 6,000 死亡    | 2月15日 – 3月5日  |
| 全国过渡委员会   | 10,000 死亡   | 2月15日 – 4月12日 |
| 联合国人权委员会 | 10,000–15,000 | 2月15日 – 6月9日  |
| 半岛电视台       | 13,000 死亡   | 2月15日 – 6月18日 |
| 全国过渡委员会   | 30,000 死亡   | 2月15日 – 9月8日  |
| 全国过渡委员会   | 25,000 死亡   | 2月15日 – 10月2日 |

## 联军干预之前的平民死亡数
指3月17日以前，卡扎菲部队打死的平民数。
最保守的估计是1000人死亡；国际刑事法院于3月7日估计有1万人被杀；3月2日，国际人权同盟估计3000人死亡；而世界卫生组织估计2000人被杀；同时，反对派宣称有6500人死亡；利比亚人权联盟在3月5日估计有6000人被害。后来，部落发言人Abdul Hafiz Ghoga于3月20日报告说死亡人数达8000人。
而截止2月22日，受伤人数估计达4000人。

## 整个冲突过程中的死伤数字

### 死于反对派武装的人数
已经有超过1700名卡扎菲军队和雇佣军被反对派打死。也有许多报道指出有不少卡扎菲军队是被政府军打死的。
2月18日，在班加西有2名警察被示威者吊死。同日，50名雇佣军（大多数来自乍得）在al-Baida被抗议者处决和烧死，其中至少15人是在法院前面被处私刑死亡。这些人的尸体被拍成视频以公示。2月23日，利政府证实有111名士兵死亡。
2月23日，一组22名政府军士兵武装尝试攻破Derna附近的一个空军基地，该地前几天被部落武装占领。数个小时后，22人都被俘虏，其中12人被枪决，1人被吊死。在2月15日到5月22日之间，37名前政府军在班加西被杀。
在米苏拉塔之战接近尾声时，至少27名来自马里、尼日尔和乍得的雇佣军被处决。

### 死于多国联军的人数
卡扎菲政府宣称至少64人是在联军干预的前两天被炸死，并有150人受伤。Vatican新闻机构证实在的黎波里，至少40个平民死于空袭。根据卡扎菲政府公布的数字，截止7月13日，联军空袭导致1108个平民死亡，4500人受伤。
4月1日，北约空袭布雷加前线时，造成14个反政府部落武装成员死亡，7人受伤
4月7日，报道说在布雷加，北约炸死反政府部落武装10到13名，炸伤14到22名。
4月27日，一架北约战机在攻打米苏拉塔时，打死士兵12名，打伤5名。
5月13日，在布雷加，正在举行祷告的宗教人士11名被炸死，另有50人受伤。
6月19日，在的黎波里，至少9个平民死于北约空袭。北约承认这一事件并为之负责。
6月20日，在Sorman，15个平民包括三个儿童在空袭中死亡。
6月28日，在Tawragha，8个平民被炸死。